# Parabene

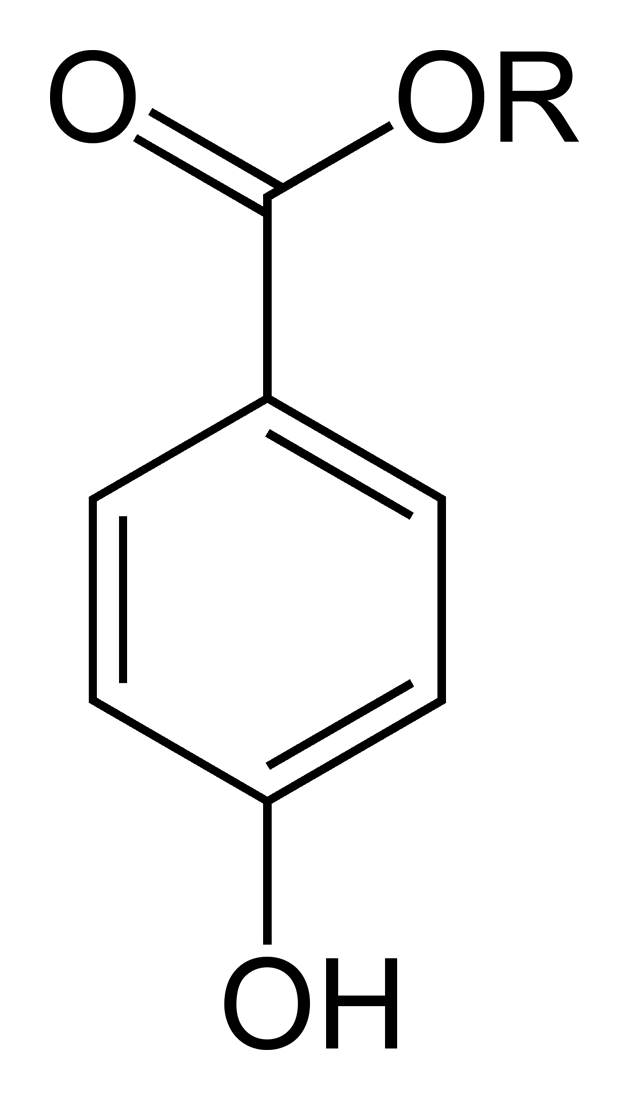
Strukturformel der Parabene (R = Alkylgruppe)

Parabene ist eine Sammelbezeichnung für 4-Hydroxybenzoesäure (Paraben) und deren Derivate, wie Salze und Ester (kurz PHB-Ester). Die Bezeichnung leitet sich von para-Hydroxybenzoesäure ab. Sie verfügen, wie die verwandte Benzoesäure, über eine antimikrobielle und fungizide Wirkung und insbesondere die Ester werden daher in der pharmazeutischen Industrie, in Kosmetika sowie in bestimmten Lebensmitteln häufig als Konservierungsmittel eingesetzt.

## Natürliches Vorkommen
In der Natur kommen Paraben und deren Derivate in vielen Pflanzen, wie Gurken, Möhren, Zwiebeln, Kirschen, Heidelbeeren, Moltebeeren, Johannisbeeren, Weintrauben, Passionsfrucht oder Erdbeeren, in verschiedenen Gewürzen, aber auch in Honig und Gelée royale vor.

## Vertreter und Eigenschaften
| Gefahrensymbol | Gefahrensymbol |

| Gefahrensymbol |

| Gefahrensymbol |

| Gefahrensymbol |

## Verwendung
Parabene werden in verschiedenen Bereichen als Konservierungsmittel verwendet. Im technischen Bereich u. a. zur Konservierung von Ölen, Fetten, Leimen, Schuhputzmittel.

### Arzneimittel
Parabene werden bei Bedarf zur Konservierung sowohl bei Arzneimitteln zur äußeren als auch zur inneren Anwendung eingesetzt. Generell gilt, dass die Verwendung von Konservierungsstoffen einer besonderen Begründung bedarf; sie sollte nach Möglichkeit vermieden werden, insbesondere bei Zubereitungen für Kinder. Die verwendeten Konzentrationen müssen so niedrig wie möglich sein. In der Rezeptur kommen, wenn eine Konservierung erforderlich ist, häufig das Methyl- und Propyl-4-hydroxybenzoat als fixe Kombination in Form des „Konservierten Wassers DAC“ (Aqua conservans) zum Einsatz. Wegen der östrogenähnlichen Wirkung ist das Propyl-4-hydroxybenzoat (Propylparaben) bei Kindern und Schwangeren zu meiden. Zur Verwendung von Methyl- und Propylparaben in Humanarzneimitteln zum Einnehmen veröffentlichte der Ausschuss für Humanarzneimittel (CHMP) 2015 ein Reflection Paper: Demzufolge gelte die von der EFSA für Methyl- und Ethylparaben und ihre Natriumsalze festgelegte erlaubte Tagesdosis (acceptable daily intake, ADI) von maximal 10 mg/kg Körpergewicht auch für Arzneimittel. Die Verwendung von Methylparaben bis zu 0,2 % als Konservierungsstoff entspricht dieser Grenze. Unter Berücksichtigung der in Tierstudien gefundenen Wirkungen von Propylparaben auf das weibliche Fortpflanzungssystem gelte für die Anwendung dieser Substanz bei Kindern und Erwachsenen eine Höchstmenge von 2 mg/kg Körpergewicht pro Tag.

### Kosmetika
In Kosmetika werden Parabene in Cremes, Lotionen, Make-Up, Lippenstifte, Rasierwässer, Deodorants, Seifen, Sonnenschutzmittel, Enthaarungsmittel und Shampoos verwendet.
Die Verwendung in kosmetischen Produkten wird durch die Verordnung (EG) Nr. 1223/2009 über kosmetische Mittel (Kosmetikverordnung) geregelt. Zugelassen sind 4-Hydroxybenzoesäure (Paraben), Methylparaben, Ethylparaben, Propylparaben, Butylparaben, sowie einige deren Natrium-, Kalium- und Calcium-Salze. Es gelten Höchstkonzentrationen von 0,4 % für Methyl- und Ethylparaben, von 0,14 % für Propyl- und Butylparaben sowie 0,8 % für Estergemische (jeweils bezogen auf den Gehalt als Säure). In Kosmetika wird vorwiegend Methylparaben eingesetzt. Weniger häufig werden Propyl- und Butylparaben eingesetzt. Aufgrund fehlender Daten ist die Verwendung der weniger gut untersuchten Parabene Isopropylparaben, Isobutylparaben, Phenylparaben, Benzylparaben und Pentylparaben seit 2014 verboten.

### Lebensmittel
In Lebensmitteln sind lediglich Methylparaben und Ethylparaben sowie ihre Natriumsalze als Zusatzstoffe zugelassen, die unter den E-Nummern E 214 (Ethylparaben), E 215 (Natriumethylparaben), E 218 (Methylparaben) und E 219 (Natriummethylparaben) geführt werden. Die zugelassenen Verwendungen sind auf wenige Anwendungen begrenzt (Grenzwerte jeweils bezogen auf die freie Säure):
| Kategorie / Zugelassene Anwendung | Grenzwert mg·kg−1 bzw. mg·l−1                            |
| Enzyme | 2000                                                     |
| 05.2 Süßwaren, außer Kakao und Schokoladenprodukte 05.4 Verzierungen, Überzüge und Füllungen                                                               | 300                                                      |
| 08.3.1 Nicht wärmebehandelte Fleischerzeugnisse 08.3.2 Wärmebehandelte Fleischerzeugnisse 08.3.3 Därme und sonstige Produkte für die Umhüllung von Fleisch | Oberflächenbehandlung q. s. Pate 1000 Gelee-Überzug 1000 |
| 11.4.1 Tafelsüßen, flüssig | 500                                                      |
| 15.1 Knabbereien auf Kartoffel-, Getreide-, Mehl- oder Stärkebasis 15.2 Verarbeitete Nüsse                                                                 | 300                                                      |

Die von der EFSA festgelegte erlaubte Tagesdosis (englisch acceptable daily intake, ADI) für Methylparaben und Ethylparaben liegt bei 0 bis 10 mg/kg Körpergewicht und damit doppelt so hoch, wie die für Benzoesäure und deren Salze.
Die Verwendung von E 216 (Propylparaben) und E 217 (Natriumpropylparaben) in Lebensmitteln ist seit 2006 in der EU nicht mehr zugelassen.

### Tabakwaren
Für Tabakwaren waren bis 2016 durch die deutsche Tabakverordnung die Verwendung von E 214 (Ethylparaben), E 215 (Natriumethylparaben), E 216 (Propylparaben) und E 217 (Natriumpropylparaben) als Konservierungsstoffe, jedoch nicht für Zigarren und nicht für Zigaretten, mit Ausnahme von Zigarettennahtleim und Tabakfolie zugelassen. In der aktuell gültigen Tabakerzeugnisverordnung ist ausschließlich die Verwendung von Propylparaben verboten.

## Gesundheitliche Risiken
Der Einsatz von Parabenen wurde in den vergangenen Jahren mit verschiedenen unerwünschten Nebenwirkungen in Verbindung gebracht. Hierbei ist zu berücksichtigen, dass Parabene nicht nur über Kosmetika, sondern auch über Medikamente und Nahrungsmittel in den Körper gelangen können.

### Allergenes Potenzial
Parabene werden häufig wegen einer möglichen Auslösung von Allergien kritisiert. Gemäß dem Informationsverbund dermatologischer Kliniken (IVDK) 2011 jedoch „treten Parabene nur selten als Verursacher von Kontaktsensibilisierungen auf Kosmetika in Erscheinung“.

### Krebsrisiko
Britische Wissenschaftler (Darbre et al.) berichteten 2004 in einer Veröffentlichung, dass sie Parabene in Brusttumoren nachweisen konnten. Allerdings führten die Autoren keine Untersuchungen zum Parabengehalt in tumorfreien Geweben der betroffenen Patienten durch. Spätere Studien wiesen allerdings die systemische Absorption durch Nachweis intakter Parabenester in menschlichen Ausscheidungen nach. Ebenso fehlten Angaben dazu, ob die Patienten vor dem Auftreten der Tumoren überhaupt parabenhaltige Deodorants verwendet hatten. Trotz dieser Schwächen der Studie wurde vor der Verwendung von parabenhaltigen Deodorants mit Hinweis auf die ungenügende Datenlage gewarnt. Die Warnung wurde damit begründet, dass Parabene eine dem Hormon Östrogen ähnliche Struktur aufweisen, was die Zellen des Brustgewebes eventuell zu unkontrolliertem Wachstum anregen könnte.
Eine Studie zur Exposition ergab jedoch keine Assoziation zwischen dem Gebrauch von Antitranspirantien oder Deodorantien und einer Brustkrebserkrankung. Darüber hinaus wurde zwischen verschiedenen Methoden der Achselhaarentfernung unterschieden, auch hier zeigten sich keine Zusammenhänge.
Das Bundesinstitut für Risikobewertung (BfR) und der Wissenschaftliche Ausschuss Verbrauchersicherheit (SCCS) der Europäischen Kommission haben ebenfalls die Arbeiten von Darbre et al. überprüft und sehen keinen Zusammenhang zwischen der Verwendung von parabenhaltigen Deodorantien und Brustkrebserkrankungen.

### Hormonelle Wirksamkeit
Parabene (namentlich Propyl- und Butylparaben) gerieten in Verdacht, den sogenannten endokrinen Disruptoren anzugehören, das heißt, die Wirkung von Hormonen in Lebewesen zu behindern. Endokrine Disruptoren vermögen etwa bei Fischen, Vögeln, Reptilien und Säugetieren schädliche Wirkungen wie Fortpflanzungsstörungen und die „Verweiblichung“ von Männchen zu verursachen. Einer von der Generaldirektion Umwelt 2009 in Auftrag gegebenen Studie zufolge wurde in vitro in Rezeptorbindungsstudien gefunden, dass Parabene östrogene und antiandrogene Eigenschaften aufweisen. Im Tierversuch an erwachsenen Ratten vermochten bestimmte Parabene den Testosteronspiegel und die Spermienproduktion zu senken, jedoch waren die Studienergebnisse uneinheitlich. Zusätzlich habe sich in Studien mit Parabenmischungen eine östrogene Wirkung gezeigt. Allerdings sei die Datenlage insgesamt lückenhaft.
Eine ab 2006 durchgeführte Studie von Wissenschaftlerinnen und Wissenschaftlern am Helmholtz-Zentrum für Umweltforschung (UFZ) in Leipzig (veröffentlicht im Jahr 2020) kommt zu dem Ergebnis, dass Kinder von Frauen, die in der Schwangerschaft mit n-Butyl- oder iso-Butyl-Paraben konservierte Kosmetika benutzten, ein höheres Risiko haben, später übergewichtig zu werden. Demnach neigten vor allem Mädchen stärker zu Übergewicht, wenn im Organismus der Mutter während der Schwangerschaft eine erhöhte Parabenen-Konzentration nachweisbar gewesen war. Für Methyl-, Ethyl- und n-Propyl-Paraben wurde dagegen kein Zusammenhang gefunden.

## Anwendungsbeschränkungen
Nach Auffassung des wissenschaftlichen Ausschusses für Verbrauchersicherheit (SCCS) der EU-Kommission von 2011 ist beim Menschen eine hormonelle Wirkung durch Parabene in kosmetischen Produkten bei Einhaltung der üblichen Anwendungsbedingungen nicht zu erwarten. Basierend auf der Beurteilung des SCCS hat das Bundesinstitut für Risikobewertung (BfR) den Stand der Bewertung der Parabene in einer Stellungnahme im Januar 2011 zusammengefasst. Demnach sind Methyl- und Ethylparaben im erlaubten Konzentrationsbereich als sicher anzusehen. Die östrogene Potenz ist sehr gering.
Bei Butyl- und Propylparaben wird wegen der höheren östrogenen Potenz eine Höchstkonzentration von 0,19 % vorgeschlagen. Bis zu dieser Konzentration ist die Verwendung als sicher anzusehen. Auf die ohnehin nur selten eingesetzten Isopropyl-, Isobutyl-, Pentyl- und Phenylparaben sollte wegen der unvollständigen Datenlage vorläufig verzichtet werden. 2015 wurden die Höchstkonzetrationen für Butyl- und Propylparaben durch Änderung der Kosmetik-Verordnung implementiert, Isopropyl-, Isobutyl-, Pentyl- und Phenylparaben sind seitdem in kosmetischen Präparaten verboten.
In Babyprodukten, die zur Hautpflege im Windelbereich, wie Wundschutzcremes, eingesetzt werden, sind Propylparaben und Butylparaben seit 2015 verboten. Das Verbot gilt für alle „Windel-Kosmetika“ für Kinder unter drei Jahren. Grundlage ist eine Bewertung der Konservierungsstoffe durch den SCCS, da durch bestehende Hautreizungen, wie etwa einem wunden Po, die Parabene bei Babys unter sechs Monaten verstärkt in die Haut des Babys eindringen können. Bereits im Jahr 2011 wurden die beiden Parabene in Kinderkosmetika in Dänemark verboten. Für Kinder über drei Jahren gilt die Anwendung von Propylparaben und Butylparaben in den festgelegten Konzentrationen weiterhin als sicher.

### Umweltexposition
In dem Südseestaat Palau sind zum Schutz der Korallenriffe seit Januar 2020 die Verwendung und der Verkauf von Sonnenschutzmitteln, die 10 verschiedene Substanzen enthalten, verboten. Diese Substanzen, die einen schädlichen Effekt auf die Umwelt haben und großteils im Verdacht stehen, als endokrine Disruptoren zu wirken, sind die als UV-Schutz eingesetzten Verbindungen Oxybenzon, Octinoxat, Octocrylen und 4-Methylbenzylidencampher sowie die Konservierungsmittel Triclosan, Phenoxyethanol und Methyl-, Ethyl-, Butyl- und Benzylparaben.